# Ophiuricola cynips
Ophiuricola cynips är en ringmaskart som beskrevs av Ludwig 1905. Ophiuricola cynips ingår i släktet Ophiuricola och familjen Lumbrineridae. Inga underarter finns listade i Catalogue of Life.